# アルテミ・ガヴェソ
アルテミ・ガヴェソ（Artemi Gavezou Castro, 1994年6月19日 - ）は、ギリシャ・テッサロニキ出身の新体操選手。母親はスペイン出身であり、2013年からスペイン代表として活動している。2016年のリオデジャネイロオリンピックでは女子団体総合で銀メダルを獲得した。

## 経歴

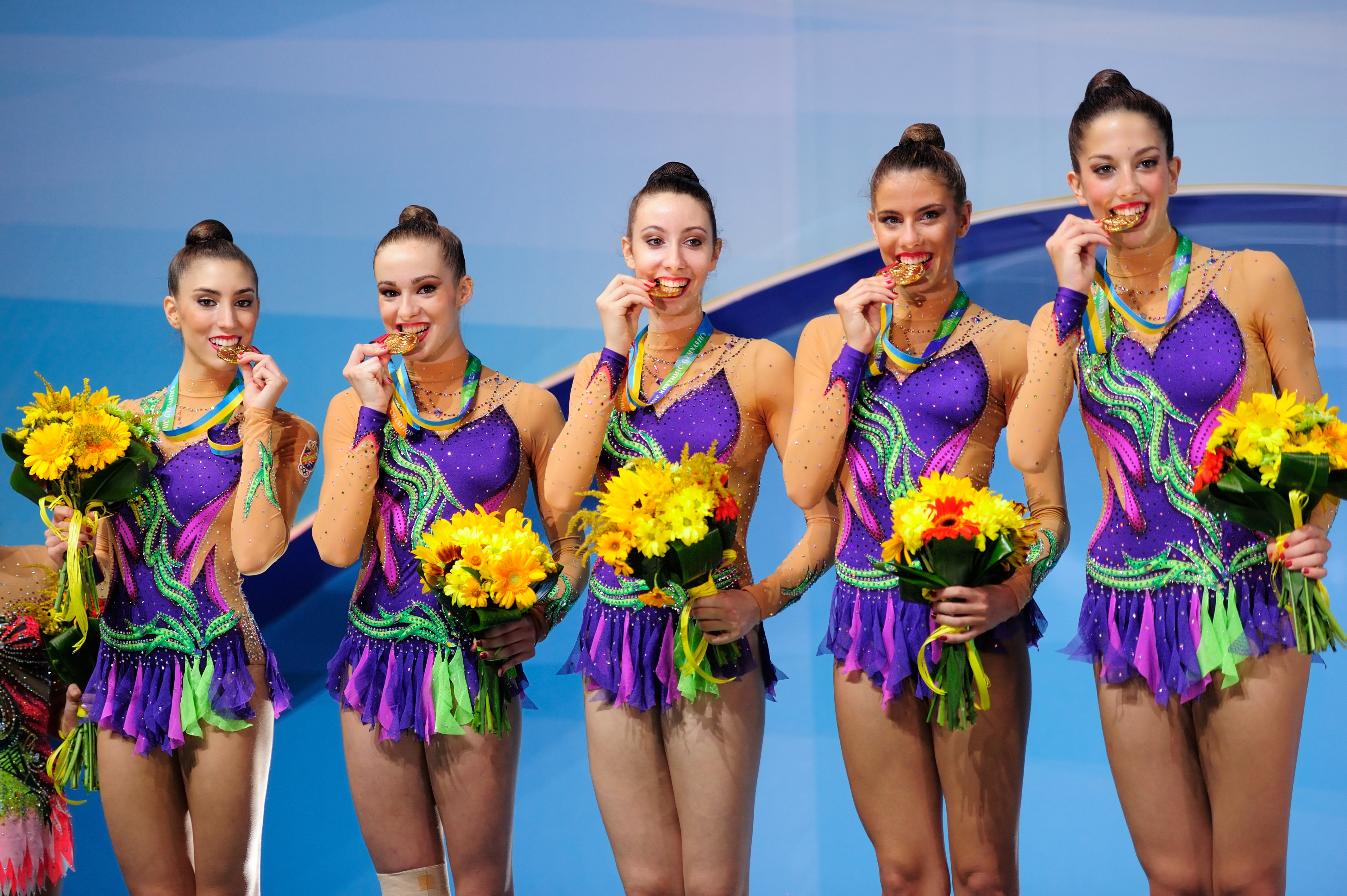
2013年世界選手権におけるスペイン代表。中央がガヴェソ

母親はスペイン出身である。ギリシャのテッサロニキに生まれ、約13年間はギリシャで新体操競技を行った。2013年に母親の生誕地であるスペインに移住した。
ウクライナのキエフで開催された2013年世界新体操選手権でのスペイン代表は10クラブで優勝し、3ボール/2クラブで3位となった。トルコ・イズミルで開催された2014年世界新体操選手権でのスペイン代表は10クラブで優勝した。ドイツ・シュトゥットガルトで開催された2015年世界新体操選手権でのスペイン代表はグループ総合で3位となった。
2016年にはブラジルのリオデジャネイロで開催されたオリンピック体操競技に出場。サンドラ・アギラール、ガヴェソ、エレーナ・ロペス、ルルデス・モエダーノ、アレハンドラ・ケレーダで構成されたスペイン代表は女子団体総合で銀メダルを獲得した。スペイン代表は1996年アトランタオリンピックで金メダルを獲得しており、5大会ぶりのメダル獲得となった。